# Walt Disney World Railroad
En Floride, Walt Disney World Railroad est le nom du train encerclant le Magic Kingdom de Walt Disney World Resort. Ce moyen de transport déplace plus d'un million de visiteurs par an.
Basé sur un empattement de trois pieds, comme son frère le Disneyland Railroad, le plus couramment utilisé en Amérique du Nord, le chemin de fer est formé d'une boucle continue tournant autour du parc, bien qu'il existe une longue voie de garage amenant aux ateliers situés dans les Central Shop North.
Toutes les locomotives sont à vapeur et chauffées au diesel, qui est moins polluant et moins cher que le charbon, le bois ou le très lourd "Bunker C" (ou mazout "C"), carburant habituellement utilisé pour les locomotives à vapeur à chauffe au fioul.
Chaque train est composé d'une locomotive, d'un tender et de cinq wagons de voyageurs de type panoramiques avec ouverture sur le côté droit (intérieur du parc). Chacun peut emporter 360 passagers et 2 chaises roulantes.
Une salle du Disney's Wilderness Lodge Resort est dédiée aux trains à vapeur, l'Iron Spike Room.

## La voie

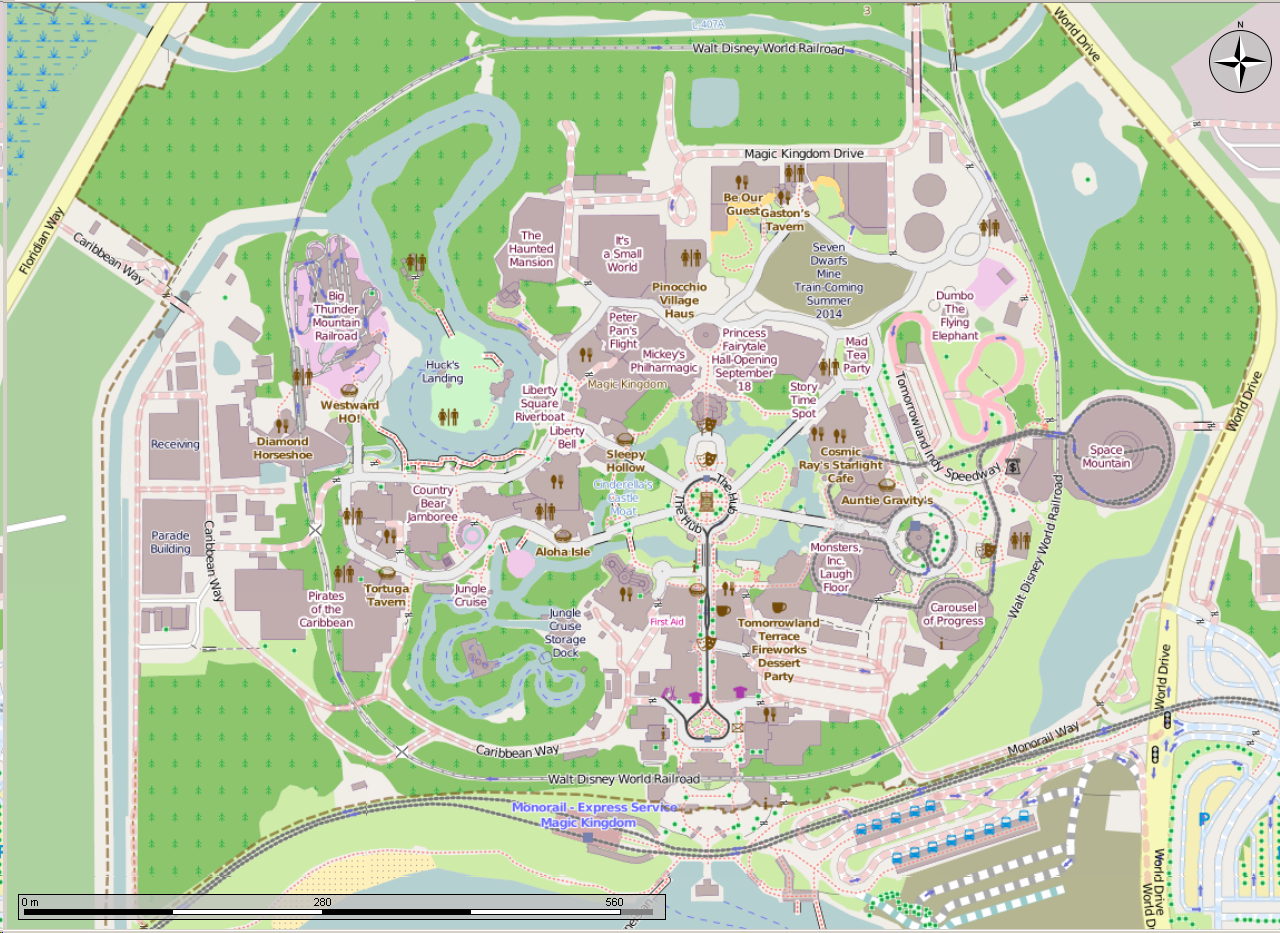
Carte montrant le parcours du chemin de fer, qui fait le tour du Magic Kingdom.

Le Walt Disney World Railroad dessert Main Street U.S.A, Frontierland et Fantasyland. Elle n'a jamais été modifiée depuis l'ouverture. Seules quelques bâtiments se situent en dehors du périmètre délimité par la voie. Il y a Space Mountain, une moitié des Pirates of the Caribbean et une moitié de Splash Mountain.
Les trains mettent 20 minutes pour effectuer le tour du parc mais le voyage ne dure que 15 min. Les trains parcourent la voie toute la journée en dehors de la plage horaire prévue pour les feux d'artifice. La raison est que la zone de tir est située derrière Fantasyland, à proximité de la voie et donc pour protéger les locomotives, les visiteurs et les employés.

## Les locomotives
Le Walt Disney World Railroad comprend quatre trains différents, véritables pièces de musée toujours en état de marche. Les locomotives ont été construites par la Baldwin Locomotive Works comme trois des trains de Disneyland, et ont chacune leur histoire.
Les locomotives furent découvertes au Mexique et tractaient pour le compte de la United Railways of Yucatan des wagons de chanvres, de jutes, de sucres et des passagers. Elles furent démontées puis envoyées par bateau à Tampa. Les ateliers de Disney remontèrent et rénovèrent chacune d'entre elles en convertissant les chaudières pour brûler non plus du charbon mais du diesel (comme pour le Disneyland Railroad).
Les locomotives Walter E. Disney et Roger E. Broggie ont par exemple des numéros de série consécutifs (58444 et 58445). Elles furent construites et vendues ensembles en 1925, et elles ne furent jamais séparées depuis.

### N. 1 –Walter E. Disney

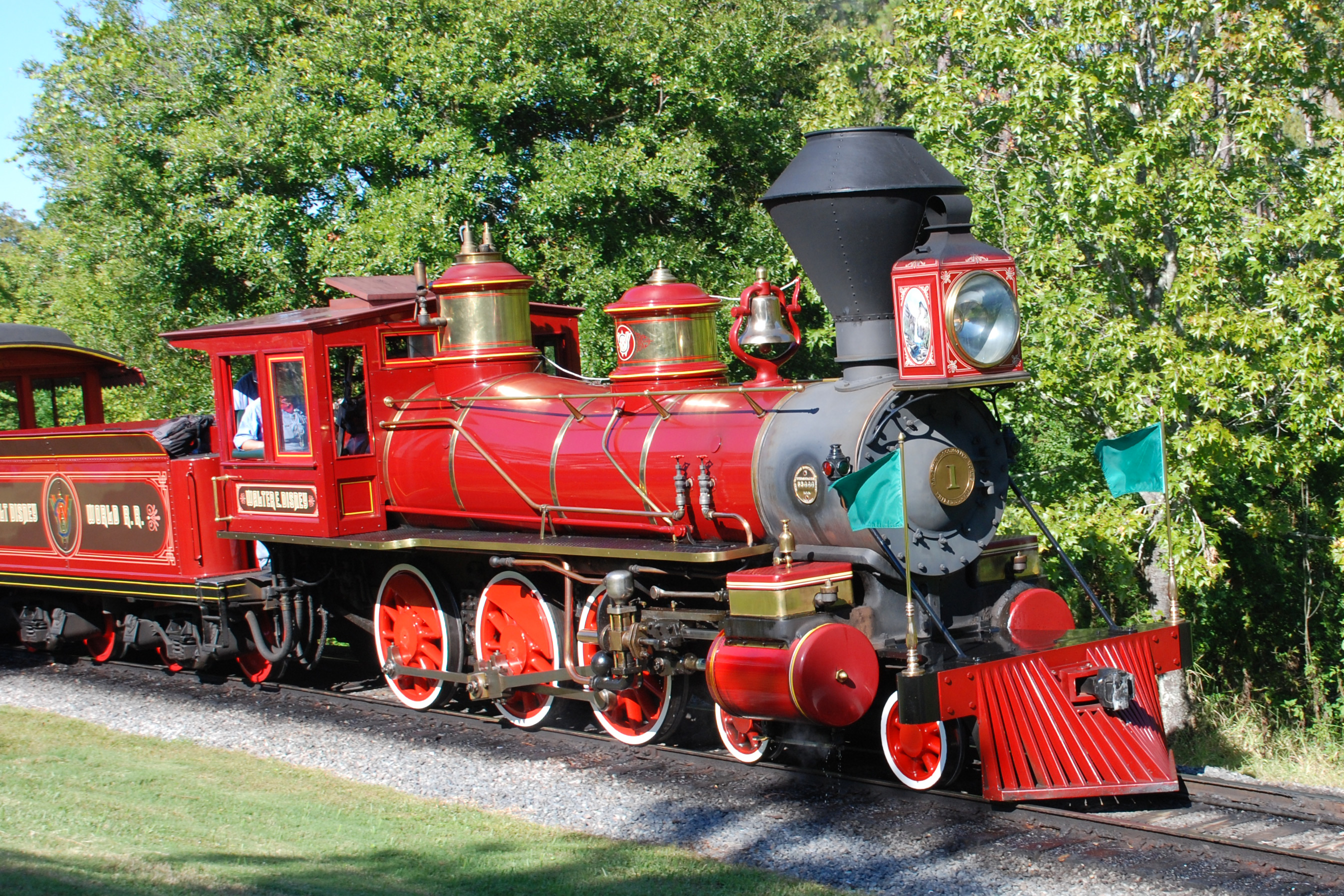
Walter E. Disney

Elle porte le nom de Walter Elias Disney, communément appelé Walt. Sa passion pour les trains et la conception des parcs Disney lui revenant, il est logique que son nom soit attribué à la première locomotive.
- Année de construction : 1925
- Configuration des roues: 4-6-0 "Ten-Wheeler"
- Numéro de série :  58444
- Couleur de la locomotive : Rouge
- Diamètre des roues motrices : 1,10 m.
- Poids à vide de la locomotive et du tender : 30 150 kg

### N. 2 –Lilly Belle

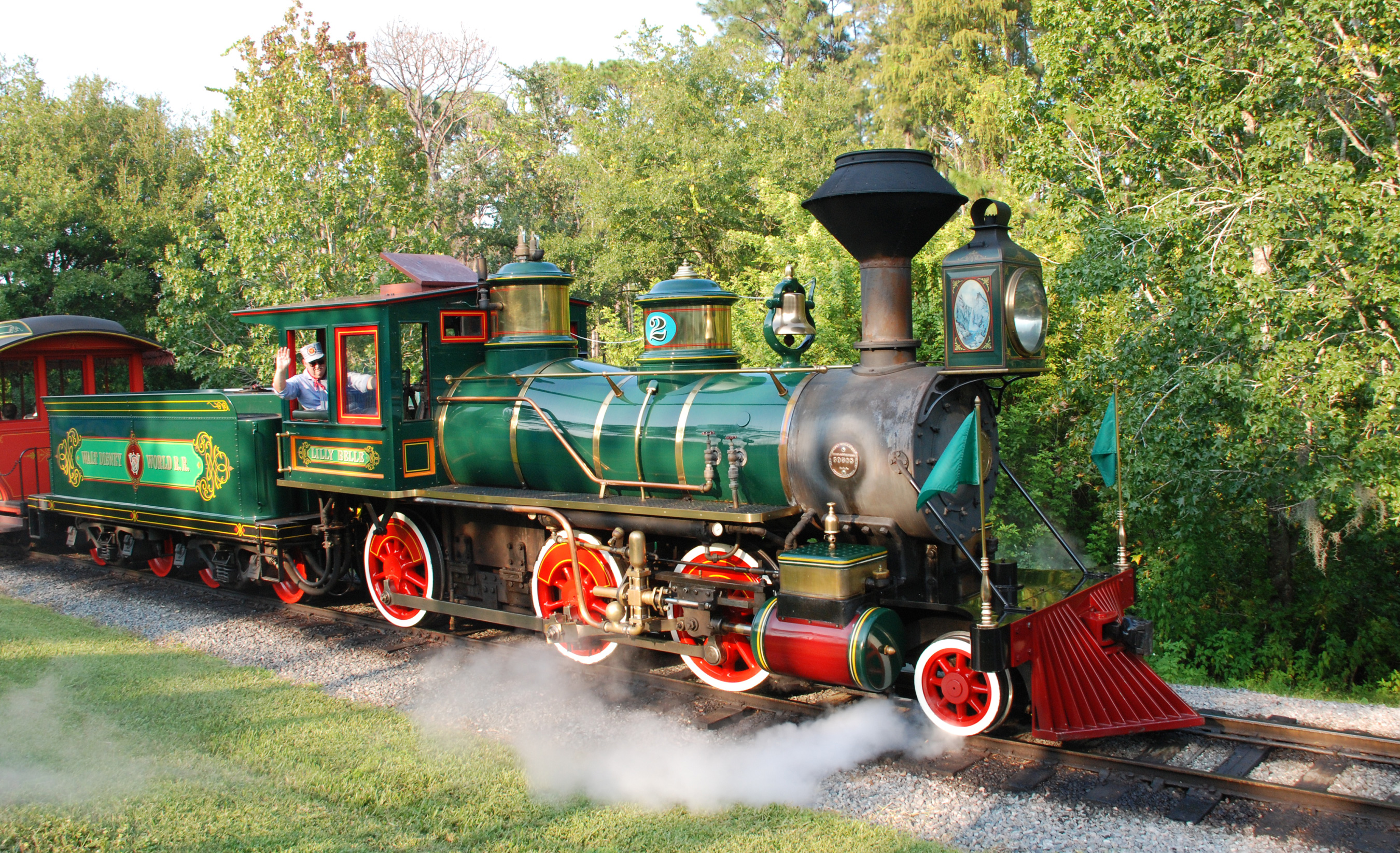
Lilly Belle

Elle est nommée d'après le diminutif qu'aimait donner Walt à sa femme Lillian Marie Bounds
- Année de construction : 1928
- Configuration des roues:  2-6-0 "Mogul"
- Constructeur : Baldwin Locomotive Works
- Numéro de série : 60598
- Couleur de la locomotive : vert
- Diamètre des roues motrices : 1,10 m.
- Poids à vide de la locomotive et du tender : 27 450 kg

### N. 3 -Roger E. Broggie

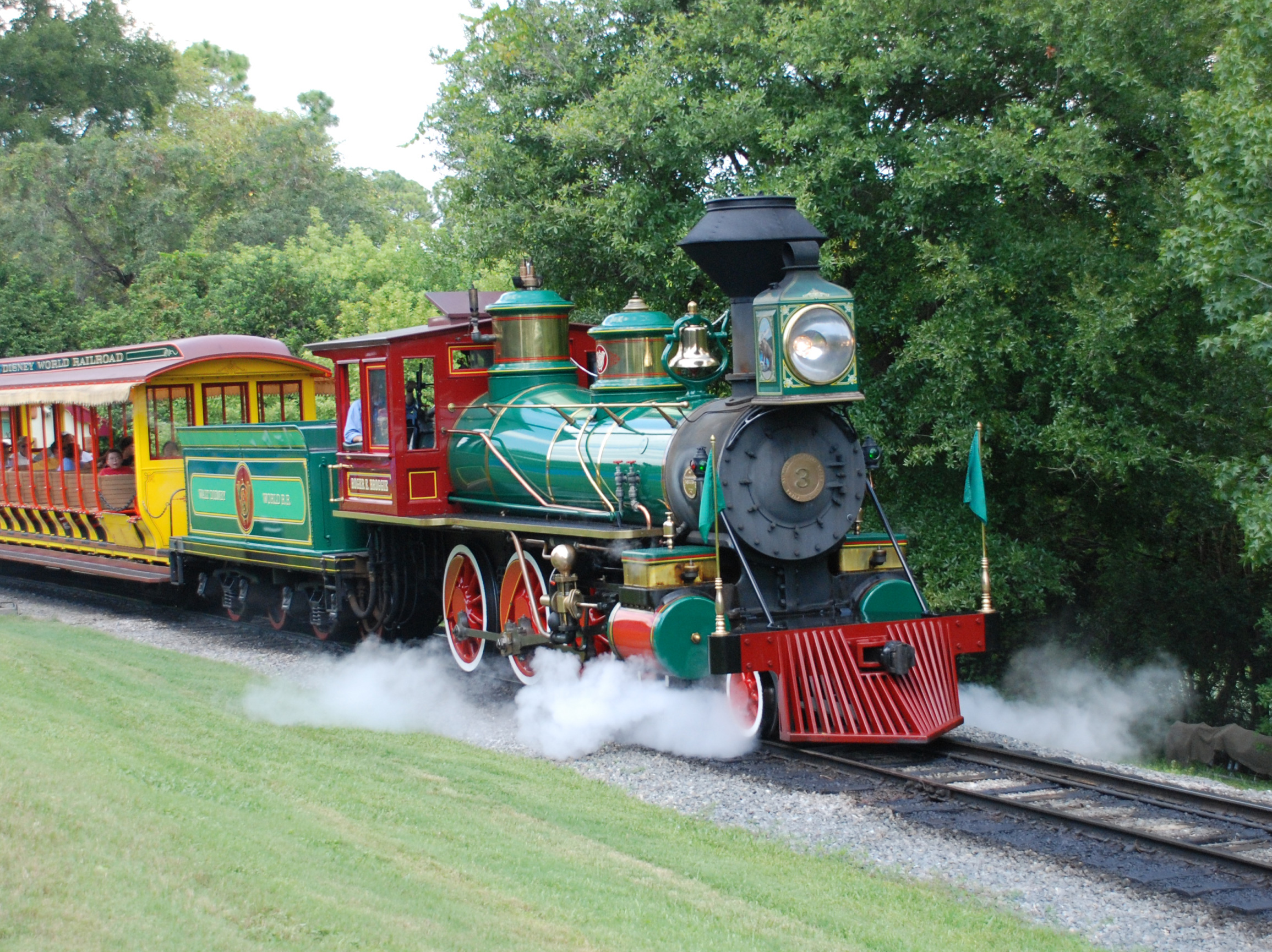
Roger E. Broggie

Elle est nommée ainsi en l'honneur de Roger E. Broggie (1908-1991) qui était l'un des grands amis et imagineer de Walt Disney, passionné par les trains à vapeur. Il fut à l'origine de l'acquisition des locomotives pour le Walt Disney World Railroad. Il aida Walt à construire le Carolwood Pacific Railroad et la première locomotive Lilly Belle roulant sur ce chemin de fer. Il travailla aussi sur le projet d'Epcot et conçut de nombreuses technologies. Il fut aussi à la tête du service MAPO de WED Entreprises
- Année de construction : 1925
- Configuration des roues: 4-6-0 "Ten Wheeler"
- Constructeur : Baldwin Locomotive Works
- Numéro de série : 58445
- Couleur de la locomotive : Rouge et vert
- Diamètre des roues motrices: 1,10 m.
- Poids à vide de la locomotive et du tender :30 150 kg

### N. 4 –Roy O. Disney

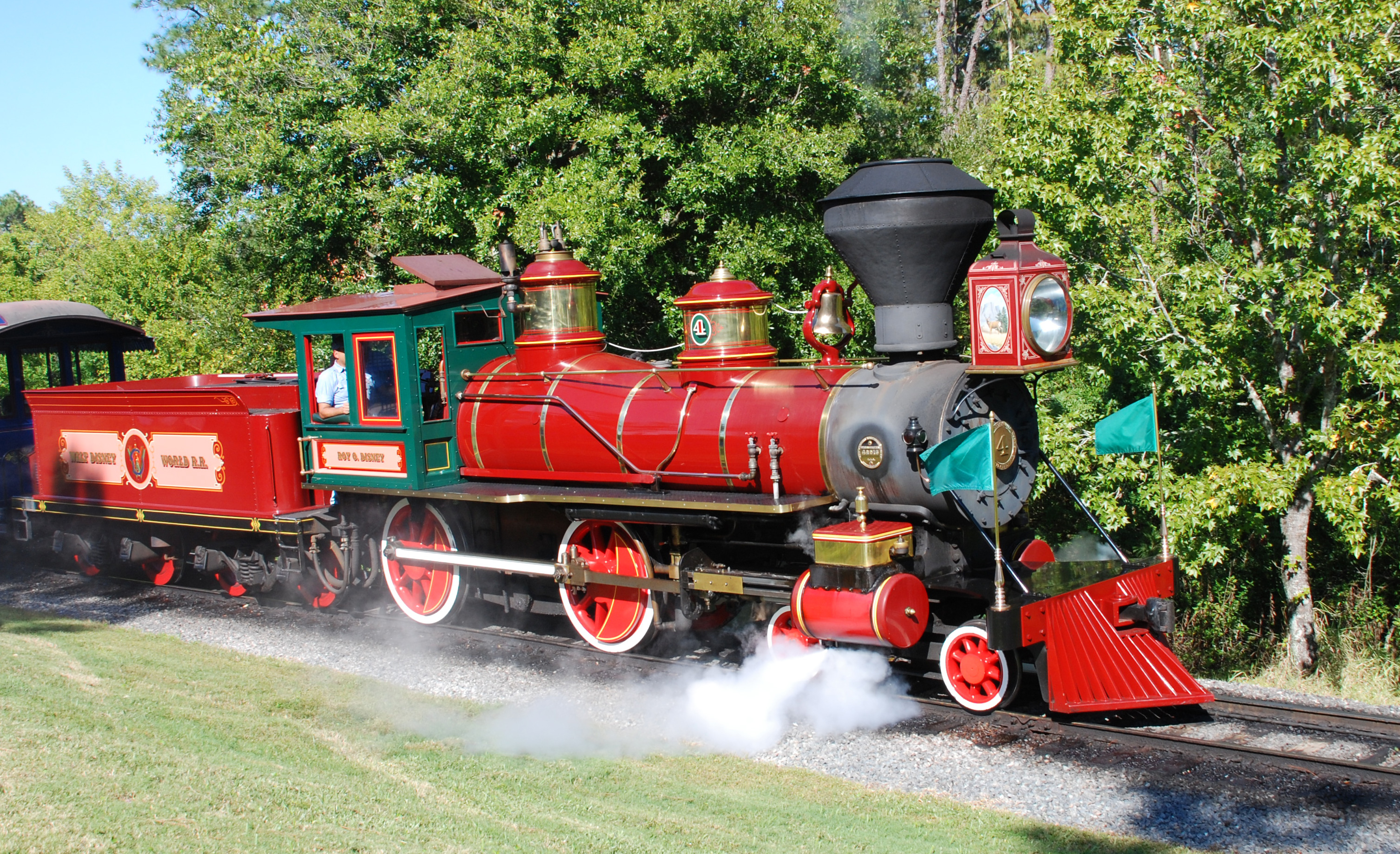
Roy O. Disney

Cette locomotive est nommée d'après l'un des frères ainés de Walt Disney, Roy Oliver Disney. Il était l'aide de Walt pour la partie financière de tous ses projets. Après la mort en 1966 de son jeune frère, il prit en charge sa société et mena à bout le projet de Walt Disney World. Il mourut quelques mois après l'ouverture du parc Magic Kingdom.
- Année de construction : 1916
- Configuration des roues: 4-4-0 "American"
- Constructeur : Baldwin Locomotive Works
- Numéro de série : 42915
- Couleur de la locomotive : Rouge et vert
- Diamètre des roues motrices: 1,15 m.
- Poids à vide de la locomotive et du tender : 22 950 kg

## Les gares

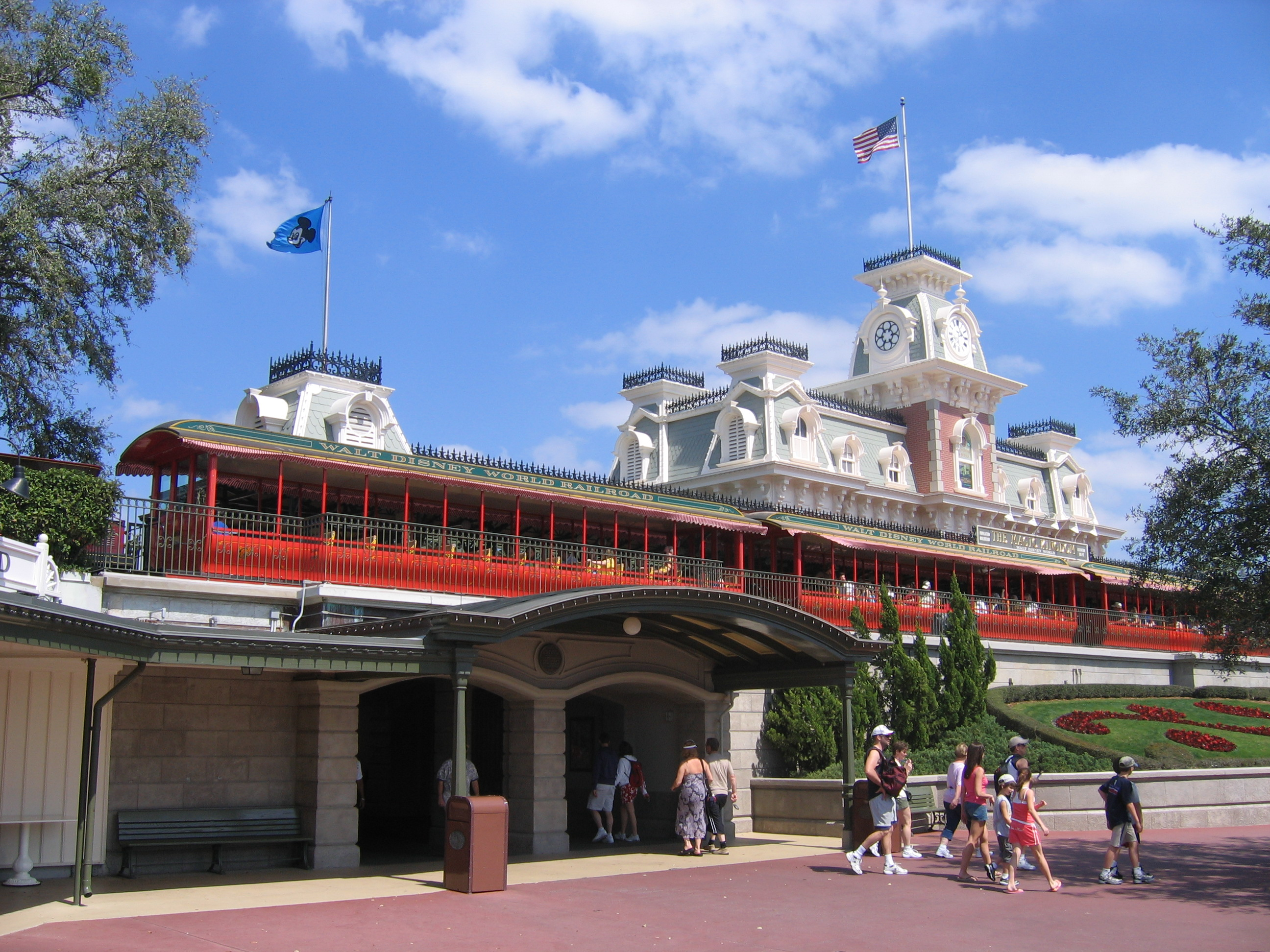
Gare de Main Street USA depuis l'extérieur du parc

Le Walt Disney World Railroad compte moins de gares que de trains, seulement trois. Elles sont situées au sud, à l'est et à l'ouest.
La gare de Main Street, USA adopte une architecture victorienne et beaucoup plus symétrique que celle de Disneyland. Elle est encore la seule d'origine du parc.
La gare de Frontierland dut être détruite et reconstruite en 1992 pour l'ouverture de Splash Mountain.
La gare de Fantasyland fut construite en 2012 pour l'inauguration du nouveau Fantasyland. Anciennement, s'y trouvait la gare Mickey's Toonwton Fair, construite en 1988 pour l'ouverture d'un nouveau pays célébrant les 60 ans de Mickey Mouse. Elle consistait en un long bâtiment temporaire, de type chapiteau, blanc et bleu. Elle a désormais été remplacée par la gare de Fantasyland.